# Pod sztandarem wschodzącego słońca
Pod sztandarem wschodzącego słońca (jap. 軍旗はためく下に Gunki hatameku moto ni) – japoński dramat wojenny w reżyserii Kinji Fukasaku wyprodukowany w 1972 roku przez wytwórnię Tōhō, według nagrodzonej powieści Yūki Shōjiego.

## Opis fabuły
Sakie Togashi, żona byłego oficera japońskiej armii lądowej, przez blisko 30 lat stara się o zasiłek dla rodzin osób poległych w wojnie oraz o poznanie okoliczności śmierci swojego męża. Nie wrócił on z walk na Nowej Gwinei, ale za sprawą wątpliwego telegramu o śmierci żona nie wie, jak jej ukochany stracił życie. Sierżant Togashi został także postawiony przed sądem polowym. Wdowa wyrusza na rozmowy z ostatnimi żyjącymi towarzyszami broni z oddziału Katsuo Togashi. Każdego z nich wojna wyniszczyła psychicznie, pozbawiła prawdziwego życia. Dawni żołnierze przytaczają skrajnie odmienne fakty na temat całej sprawy.